# Hemidactylus giganteus
Hemidactylus giganteus este o specie de șopârle din genul Hemidactylus, familia Gekkonidae, descrisă de Stoliczka 1871. Conform Catalogue of Life specia Hemidactylus giganteus nu are subspecii cunoscute.